# Wyżnia Jarząbkowa Szczerbina
Wyżnia Jarząbkowa Szczerbina (słow. Vyšná Jariabkova štrbina, ok. 1755 m) – trawiasta przełączka w masywie Młynarza w słowackich Tatrach Wysokich. Znajduje się w grani odchodzącej na północny wschód od Jarząbkowego Zwornika i oddziela Jarząbkowy Grzbiet (ok. 1955 m) od Skoruszowego Mnicha (ok. 1770 m). Na przełączce tej grań zmienia kierunek z SW-NE na NW-SE.  Na północny zachód, do górnej części Skoruszowego Żlebu opada z przełączki płytka depresja. Na południe z przełączki opada żleb będący odnogą Jarząbkowego Żlebu. Górna część tego żlebu jest trawiasta, dolna zamienia się w stromą i skalistą rynnę. Zimą zazwyczaj tworzy się w niej lodospad o długości do 80 m. Żleb ten oddziela ścianę Jarząbkowej Turni od ściany Młynarzowej Strażnicy. 

## Drogi wspinaczkowe
1. Od północnego zachodu; 0 w skali tatrzańskiej. Droga prowadzi z górnej części Skoruszowego Żlebu trawiastą rynną
2. Ukosem przez południową ścianę Jarząbkowej Turni; II, z Jarząbkowego Żlebu 1 godz. 30 min.
3. Żlebem od południa; I, krótki odcinek IV, z Jarząbkowego Żlebu 3 godz.[2].

Masyw Młynarza jest zamknięty dla turystów i taterników (obszar ochrony ścisłej Tatrzańskiego Parku Narodowego). Wspinaczka dopuszczalna jest tylko w masywie Małego Młynarza od 21 grudnia do 20 marca.

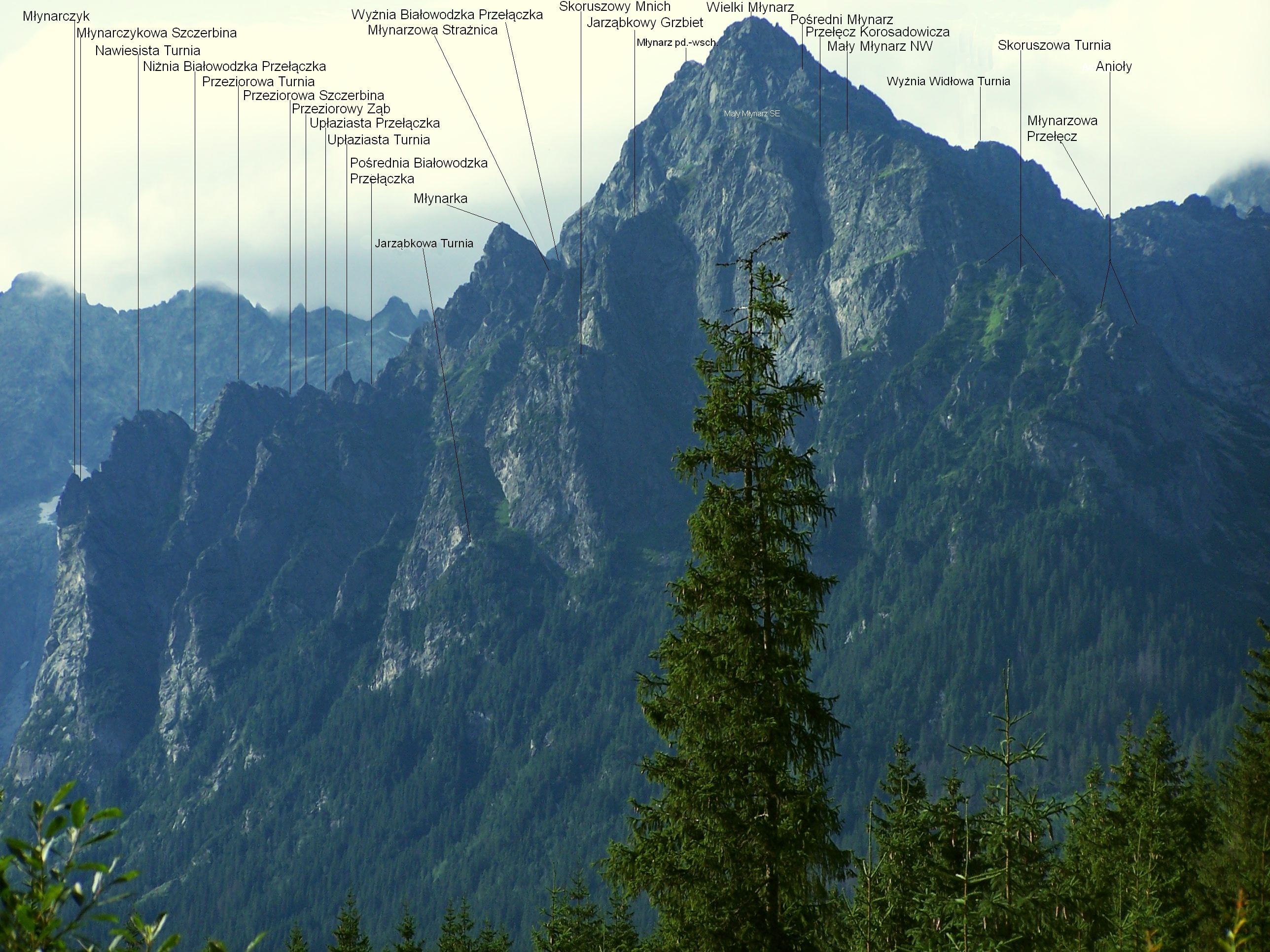
Widok z drogi do Morskiego Oka